# Stroopova zpráva

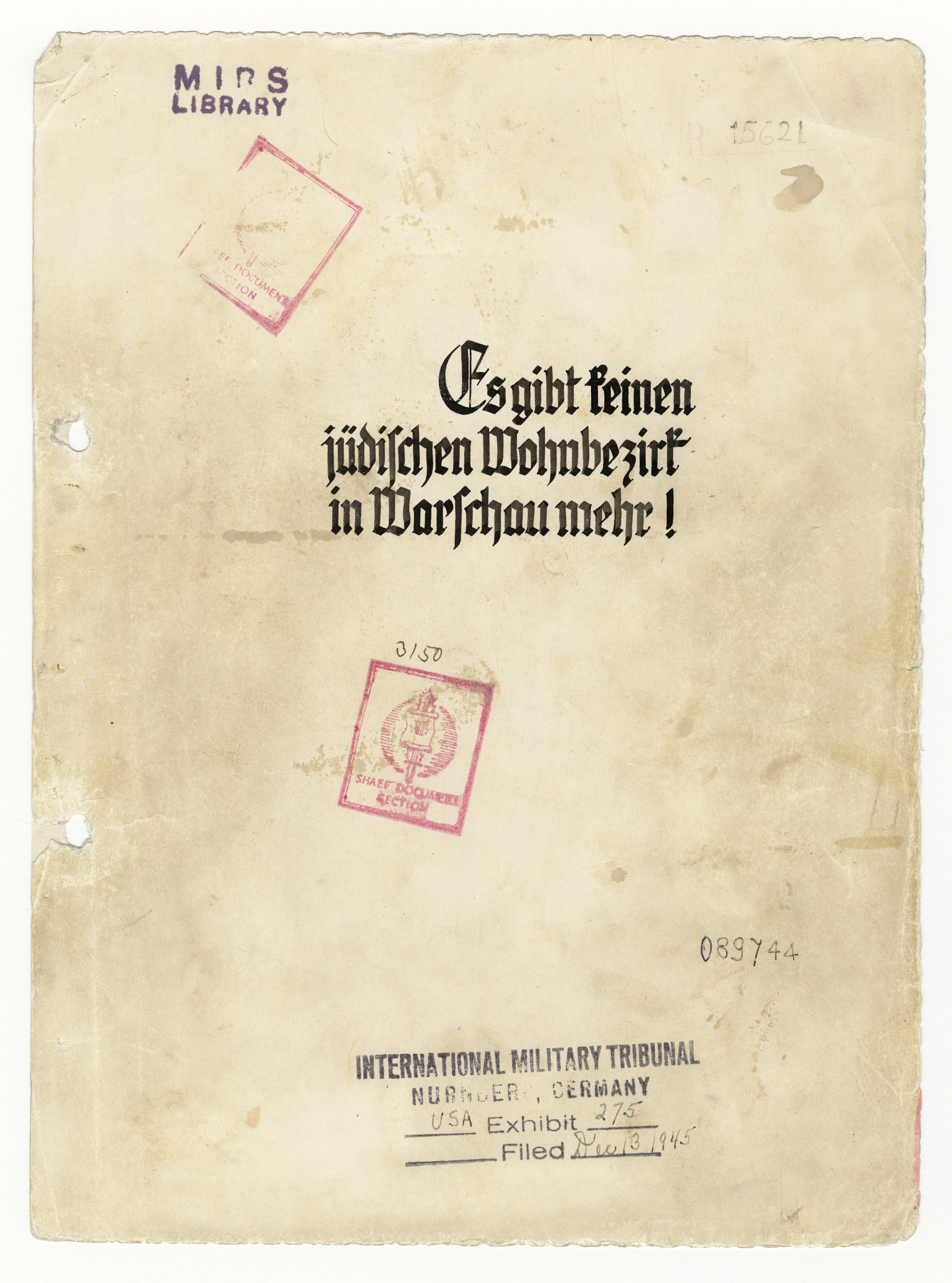
Přední strana Stroopovy zprávy s razítky od mezinárodního válečného soudu v Norimberku.

Stroopova zpráva byla oficiální 75stránková zpráva vypracovaná v květnu roku 1943 SS-Gruppenführerem Jürgenem Stroopem, velitelem německých jednotek, které zlikvidovaly Varšavské ghetto. Dokumentuje také Povstání ve varšavském ghettu.

## Historie
Zpráva byla objednána SS-Obergruppenführerem Friedrichem-Wilhelmem Krügerem, vyšším šéfem SS a policie v Krakově, a byla zamýšlena jako památeční album pro Heinricha Himmlera. Šlo o psaný dokument, vázáný v černé oblázkové kůži a bylo v ní přes 50 fotografií s ručně psaným švabachem jako titulkem k fotkám.
Skládá se ze tří částí: Úvod, shrnutí SS operací a sbírka všech vzkazů, které byly poslány SS-Obergruppenführerovi Krügerovi a série přibližně 52 fotografií.
Původně byla zpráva nazvána „Es gibt keinen jüdischen Wohnbezirk in Warschau mehr!“ („Židovská čtvrť Varšavy již nikdy více!“), ale vžilo se označení Stroopova zpráva.
Zpráva byla připravena ve třech odlišných verzích jednak pro Heinricha Himmlera, Friedricha-Wilhelma Krügera a pro Jürgena Stroopa a všechny tři kopie byly po válce restaurovány. Zprávy jsou umístěny v národním archivu ve Washington, D.C., v německém federálním archivu v Koblenzi a v institutu národního uvědomění ve Varšavě.
Jedna z kopií byla představena jako důkaz u mezinárodního válečného tribunálu v Norimberku. Prvně byla zobrazena šéfem americké státní žaloby Robertem H. Jacksonem pro soudce během procesů.

## Fotografie

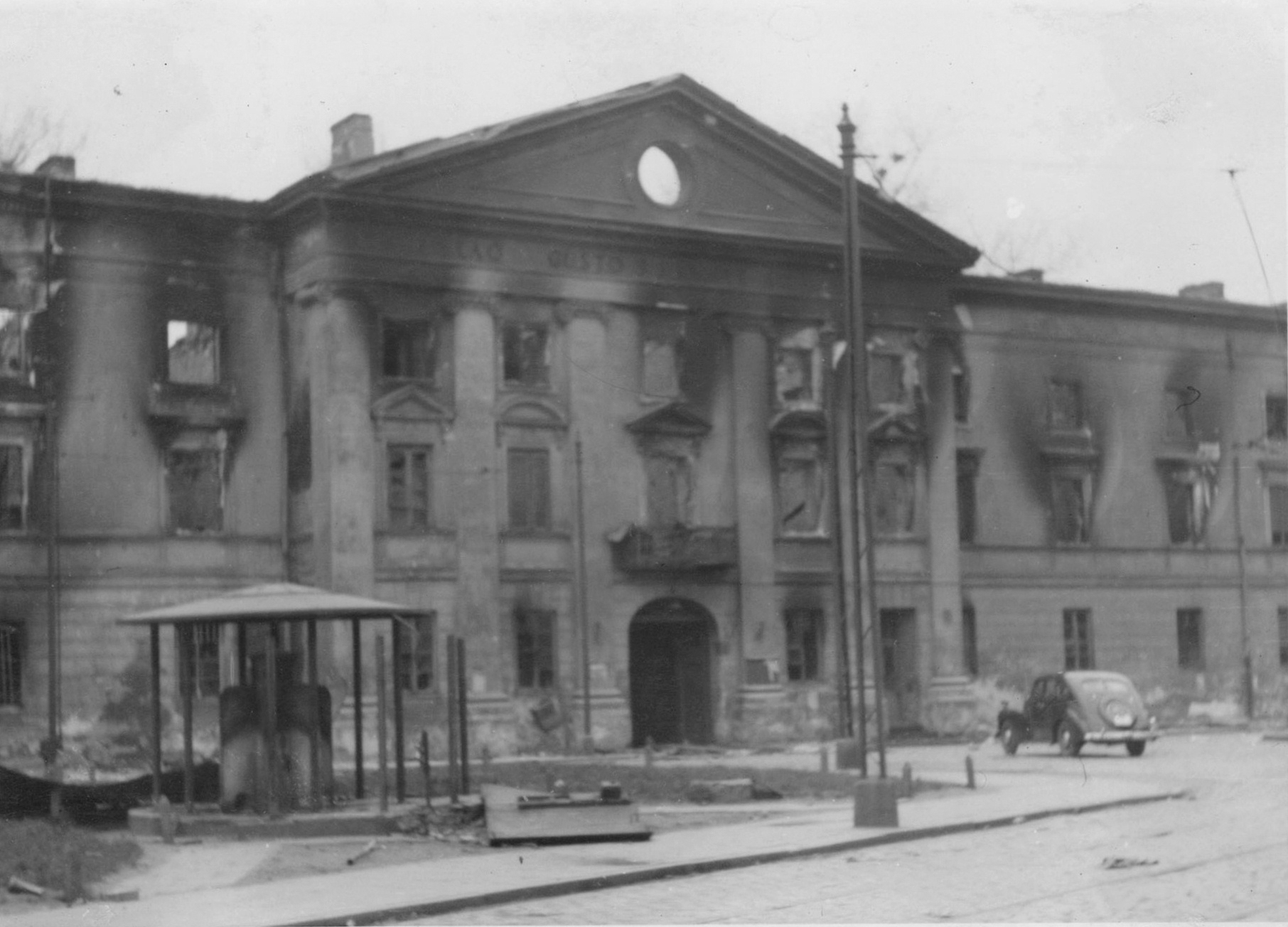
[1] Budova bývalé židovské rady
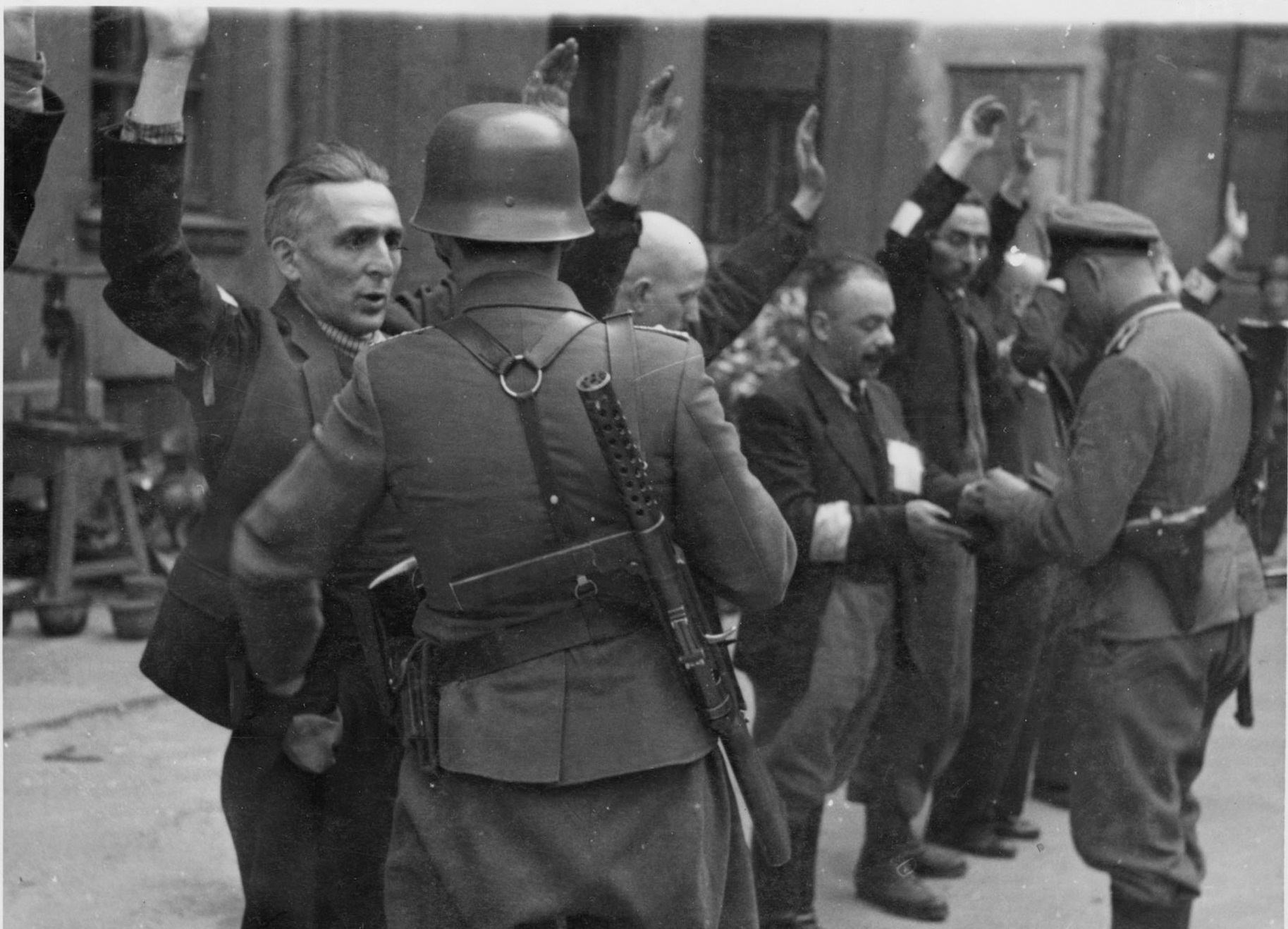
Firma Brauer
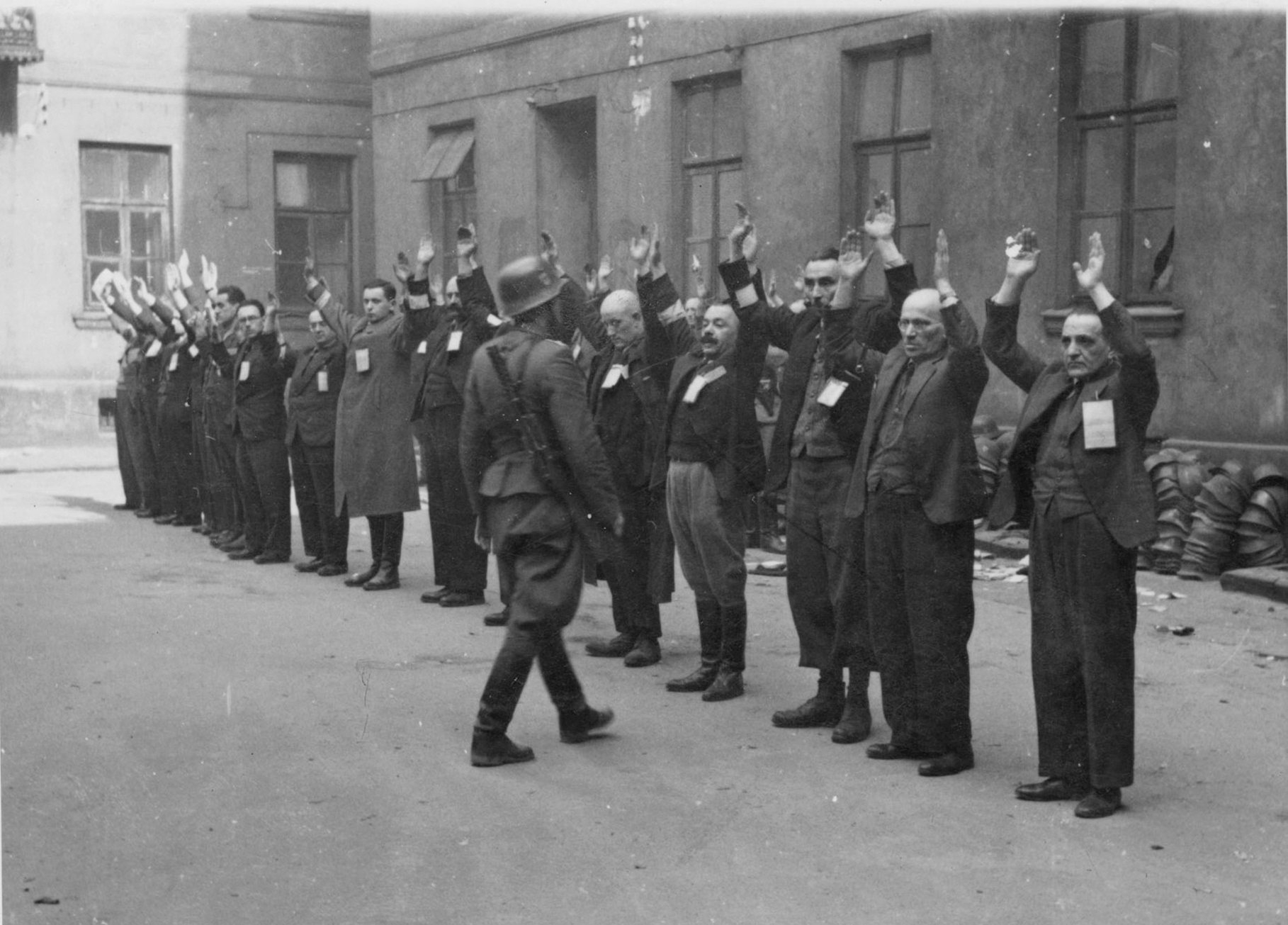
Židovský oddíl naproti zbrojní firmě Brauer
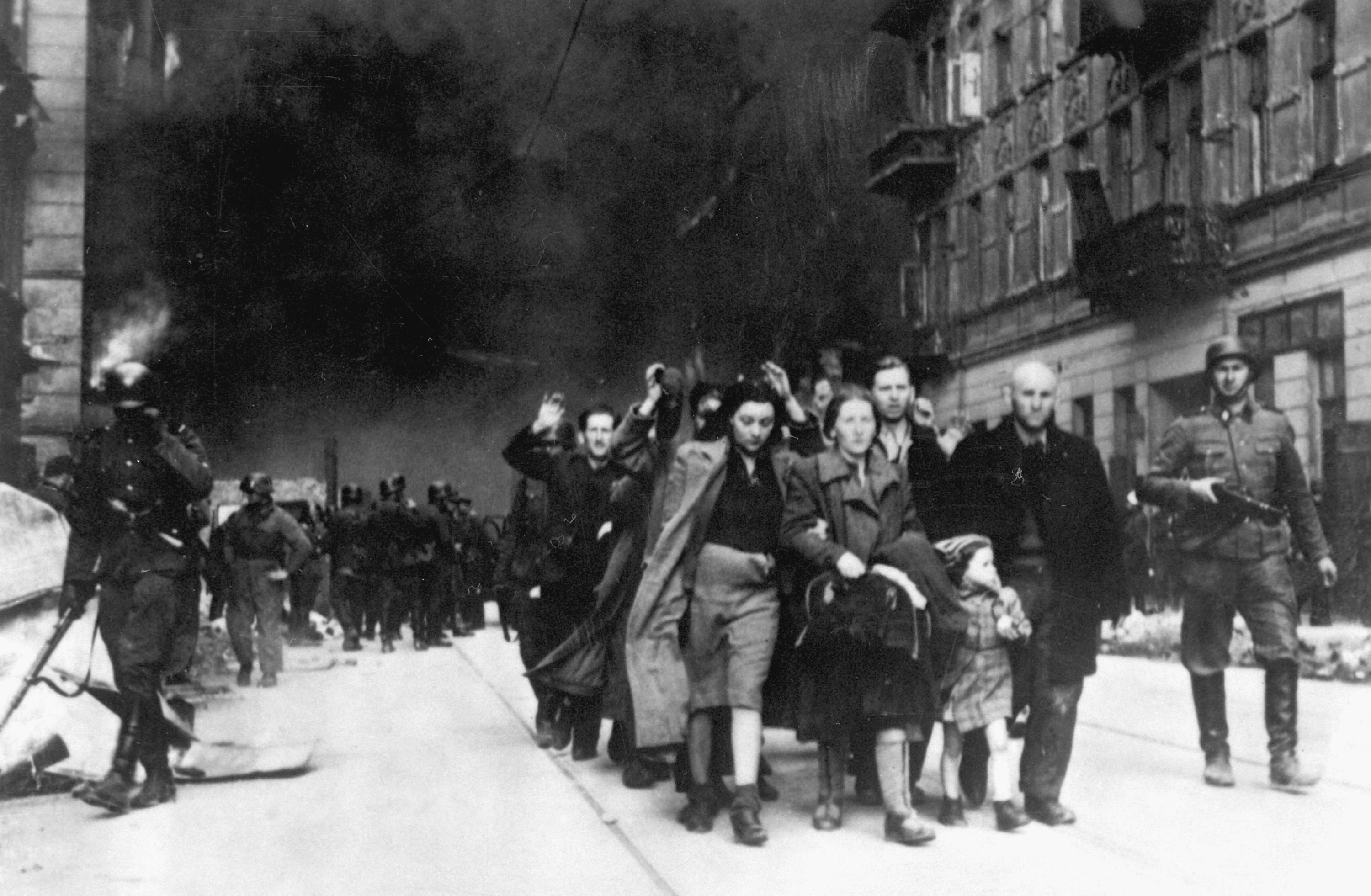
[3] Násilně vytaženi ze zákopů
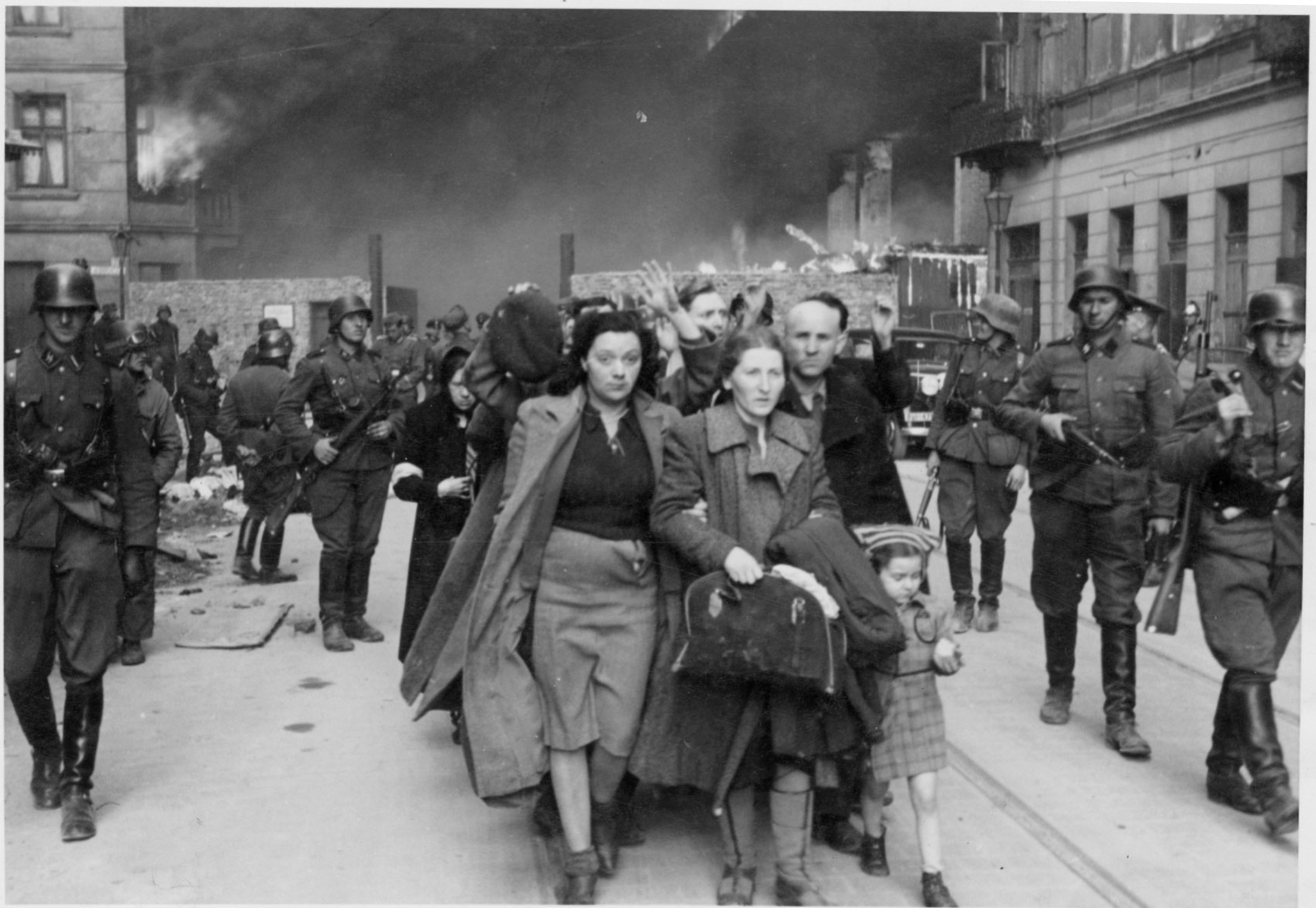
Násilně vytaženi ze zákopů
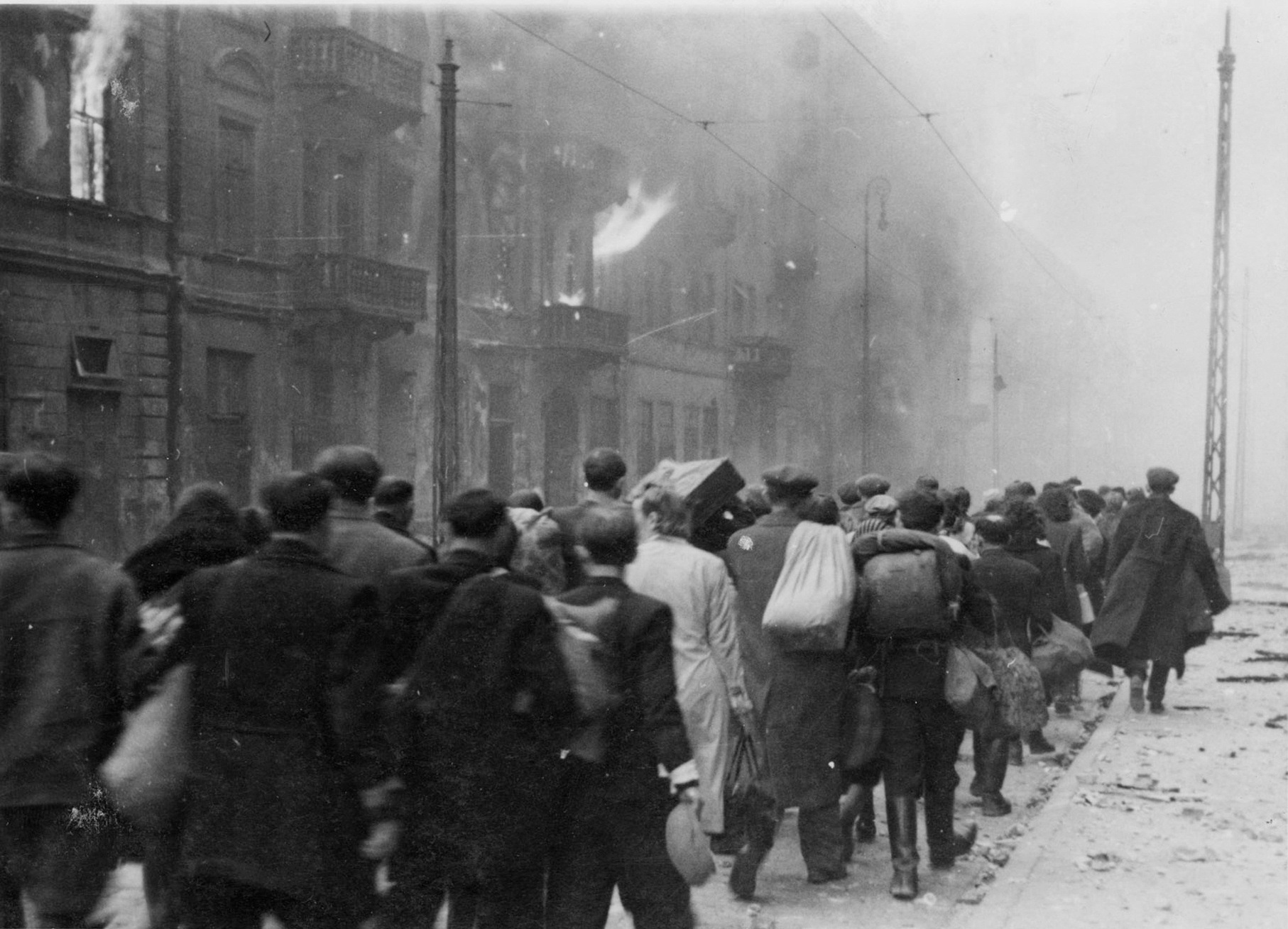
[4] Na překladiště
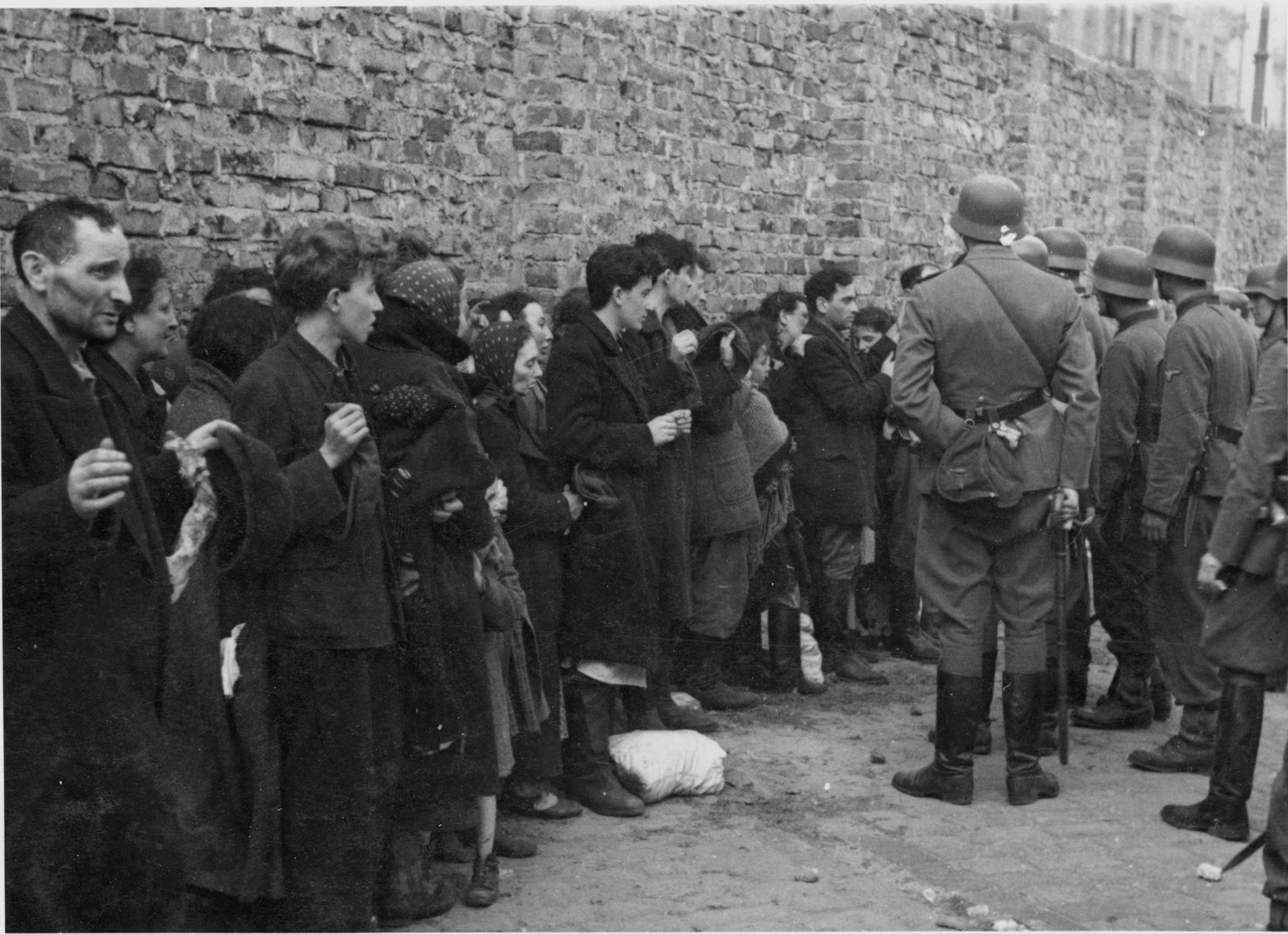
[5] Prohledávání a výslech
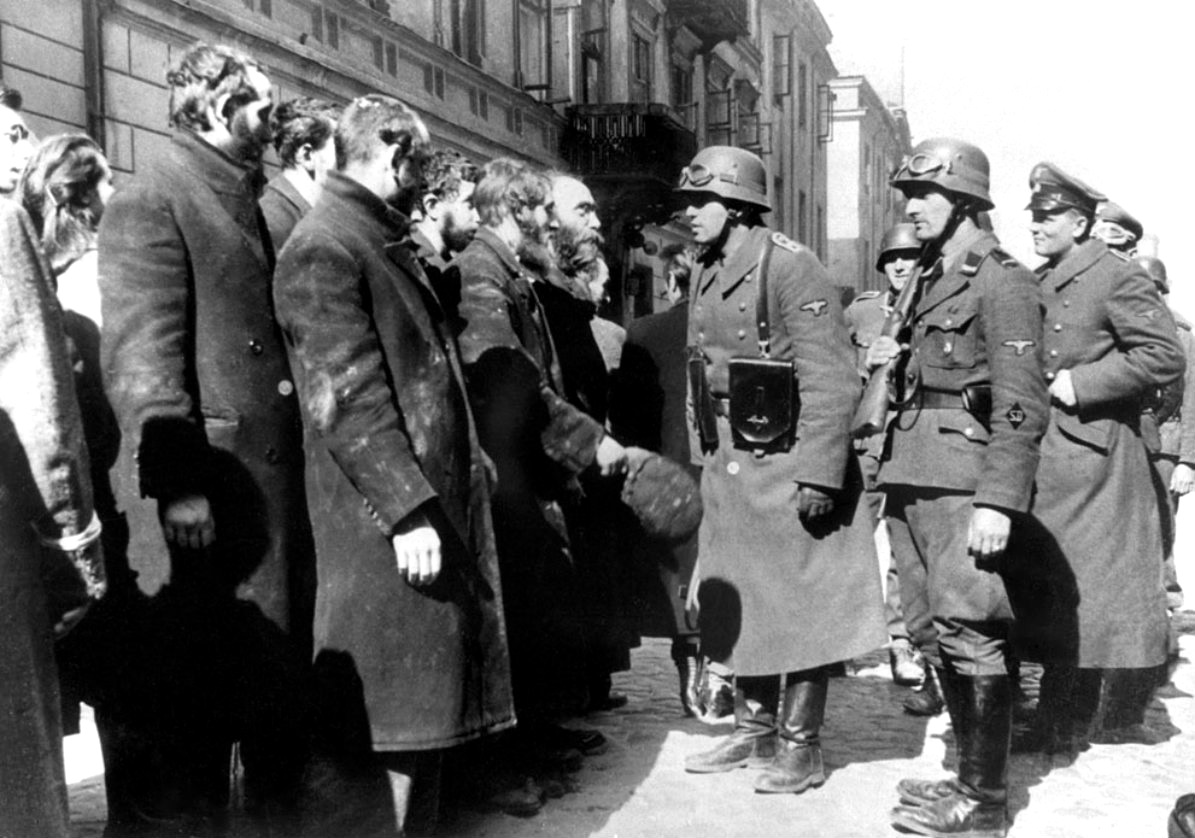
[6] Židovští rabíni
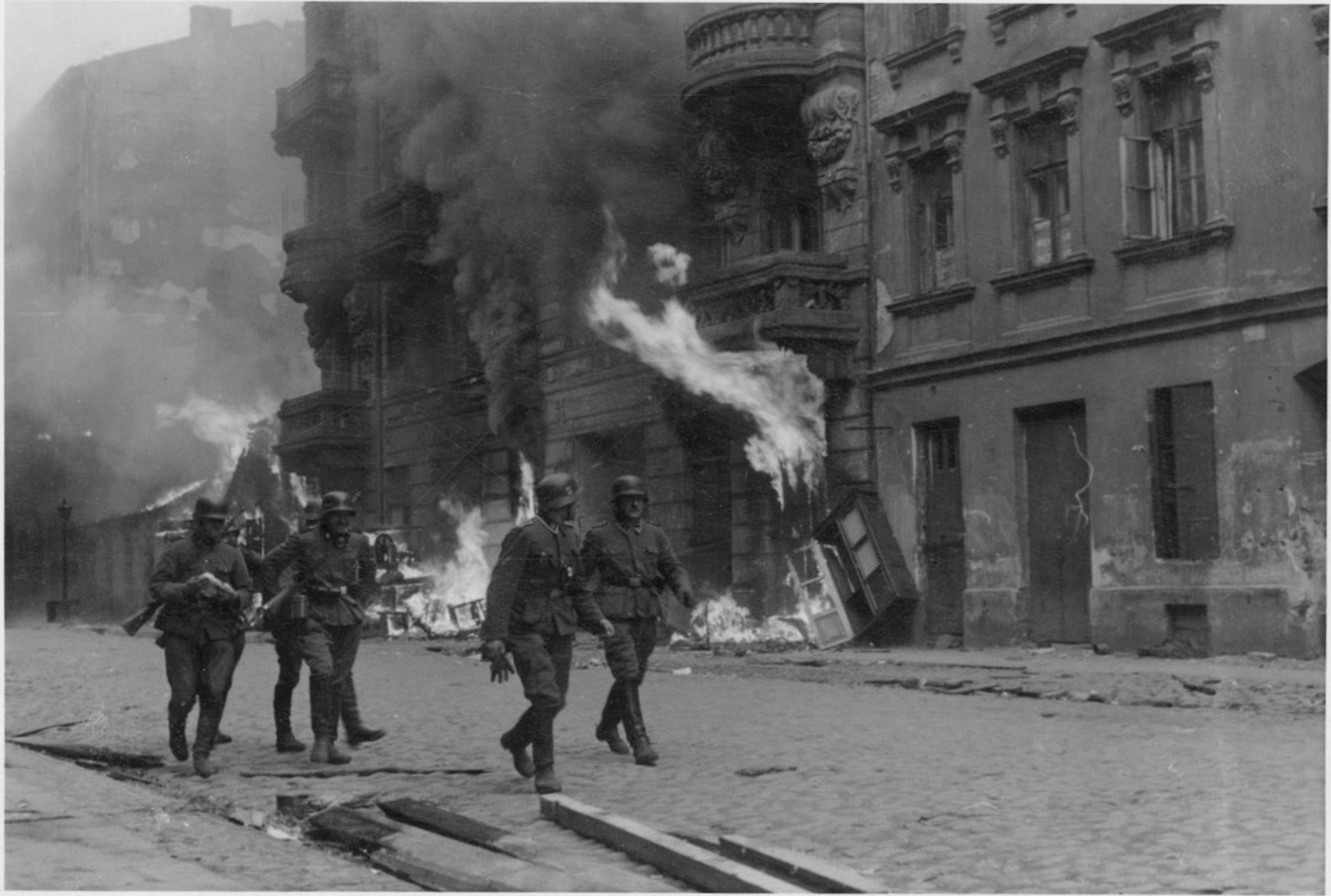
Útočný oddíl
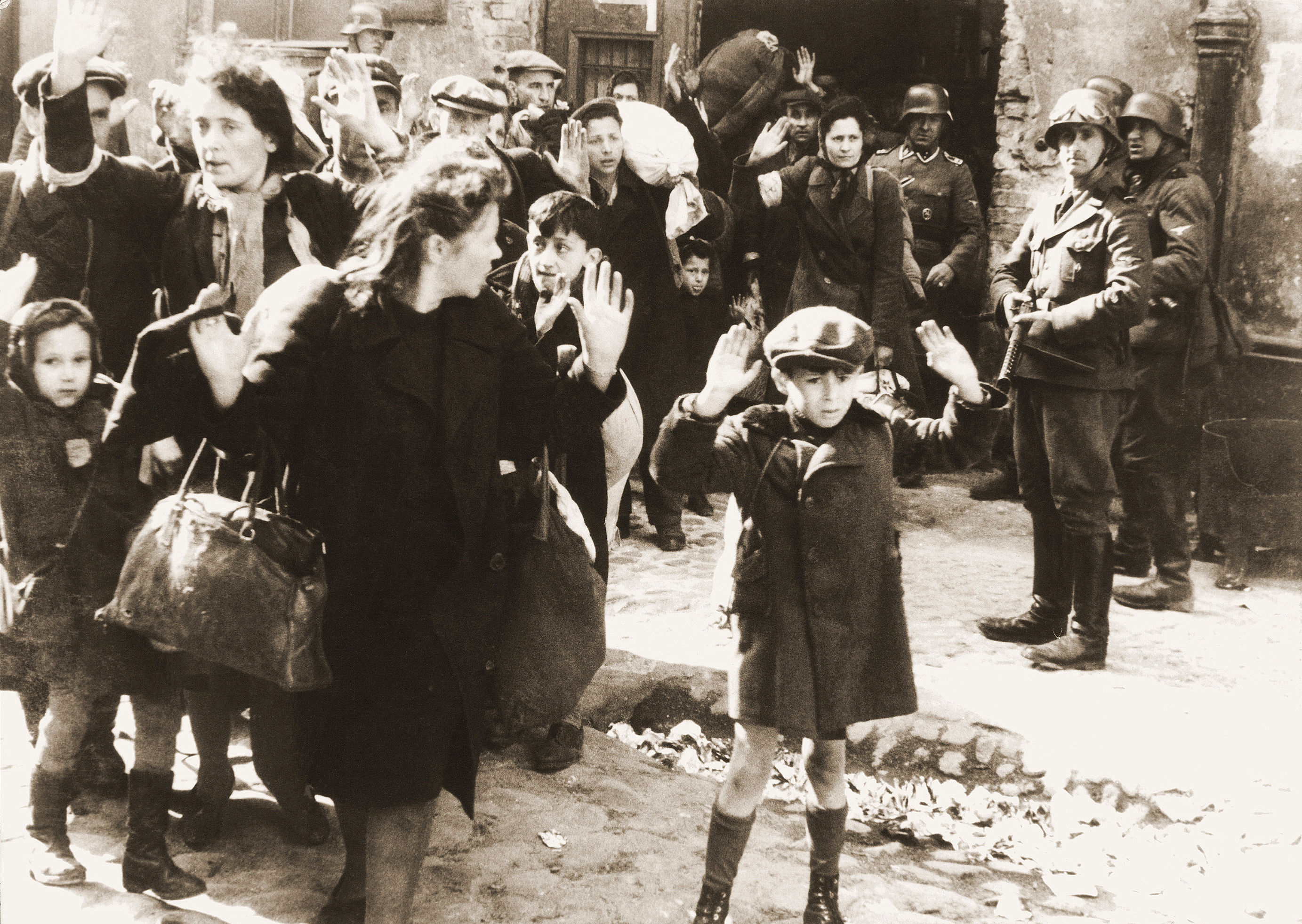
[8] Násilně vytaženi ze zákopů
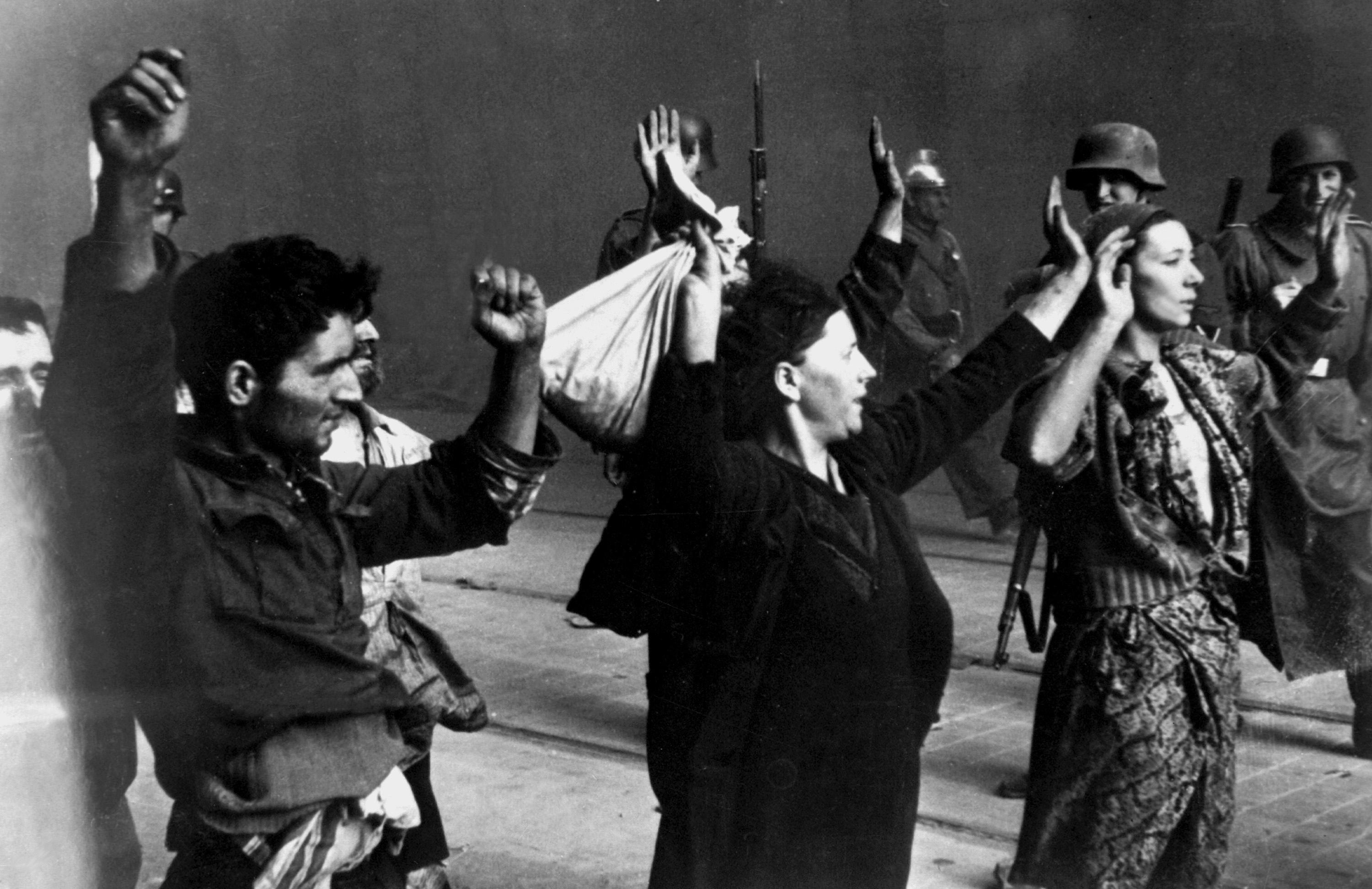
[9] Tito bandité vzdorovali silou zbraní
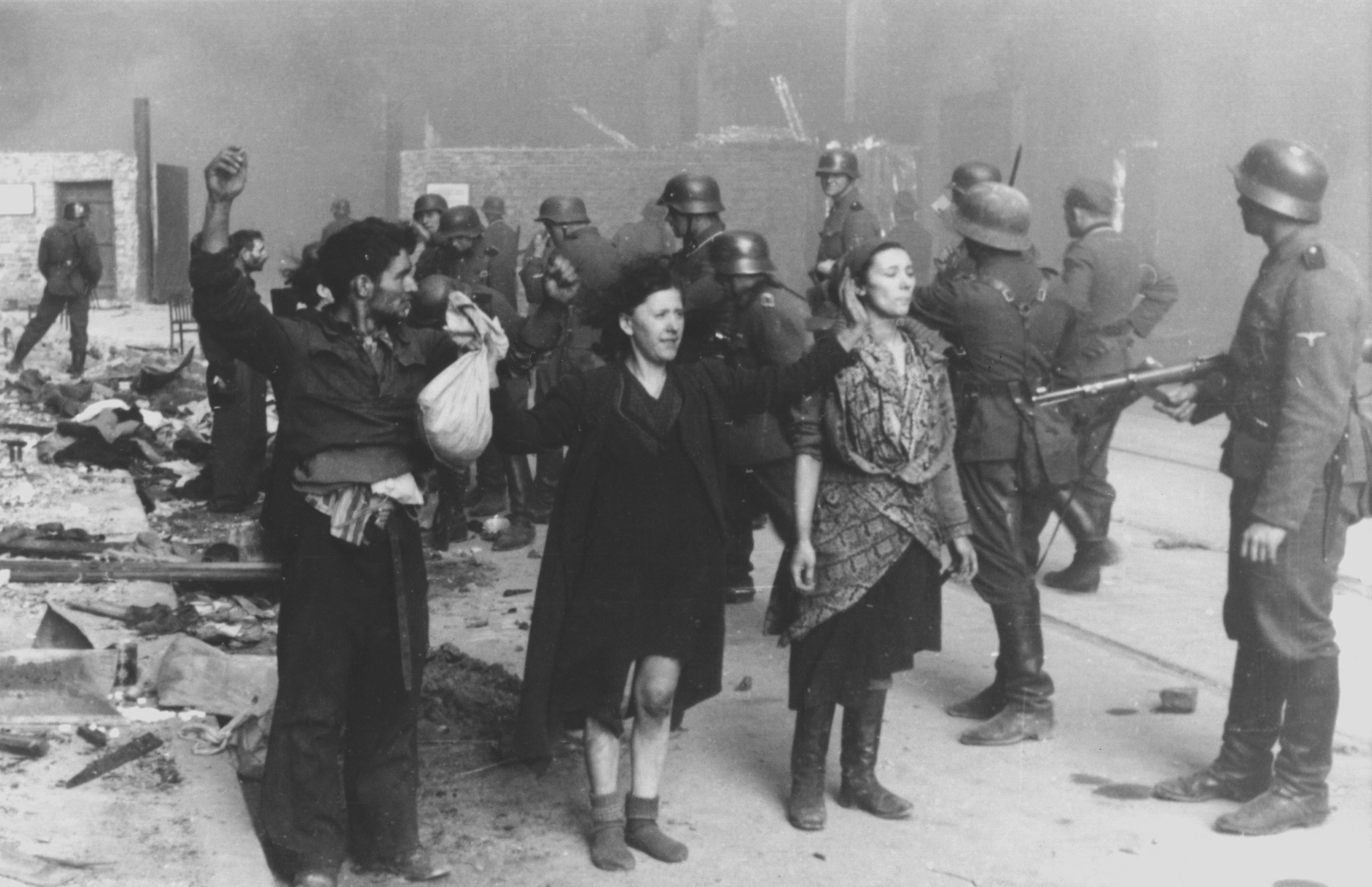
Tito bandité vzdorovali silou zbraní
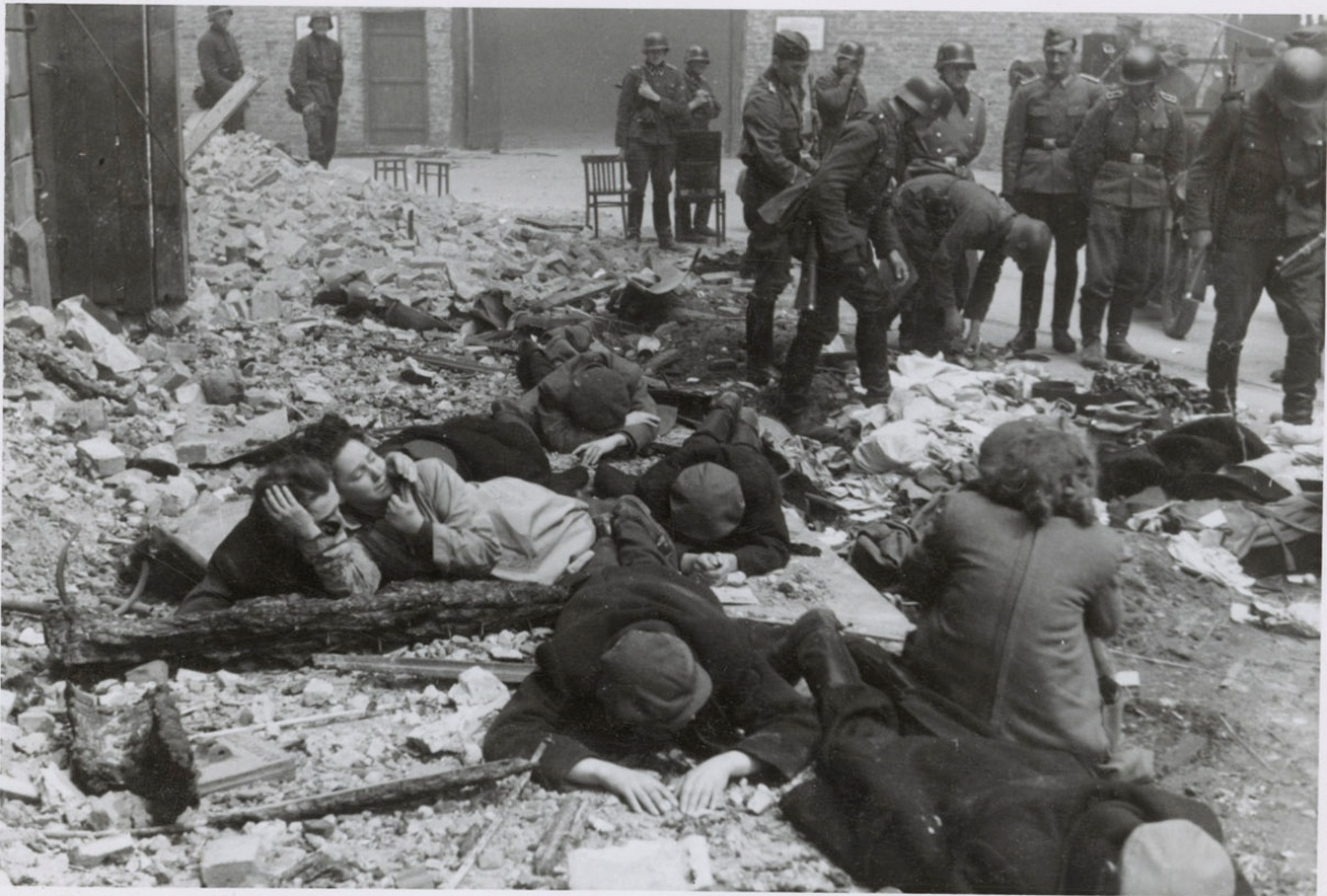
[10] Židé vytaženi z bunkru
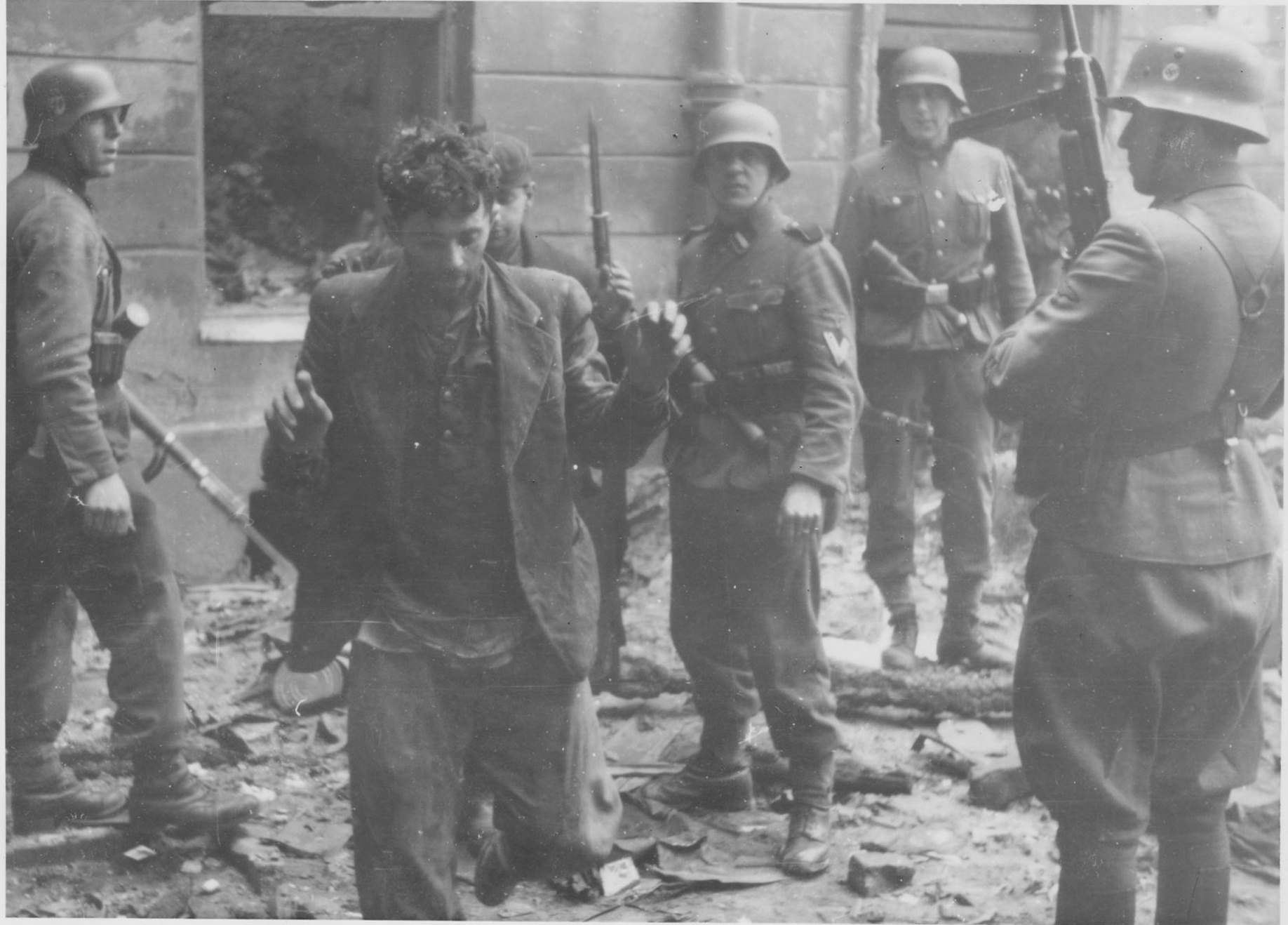
[11] Bandité
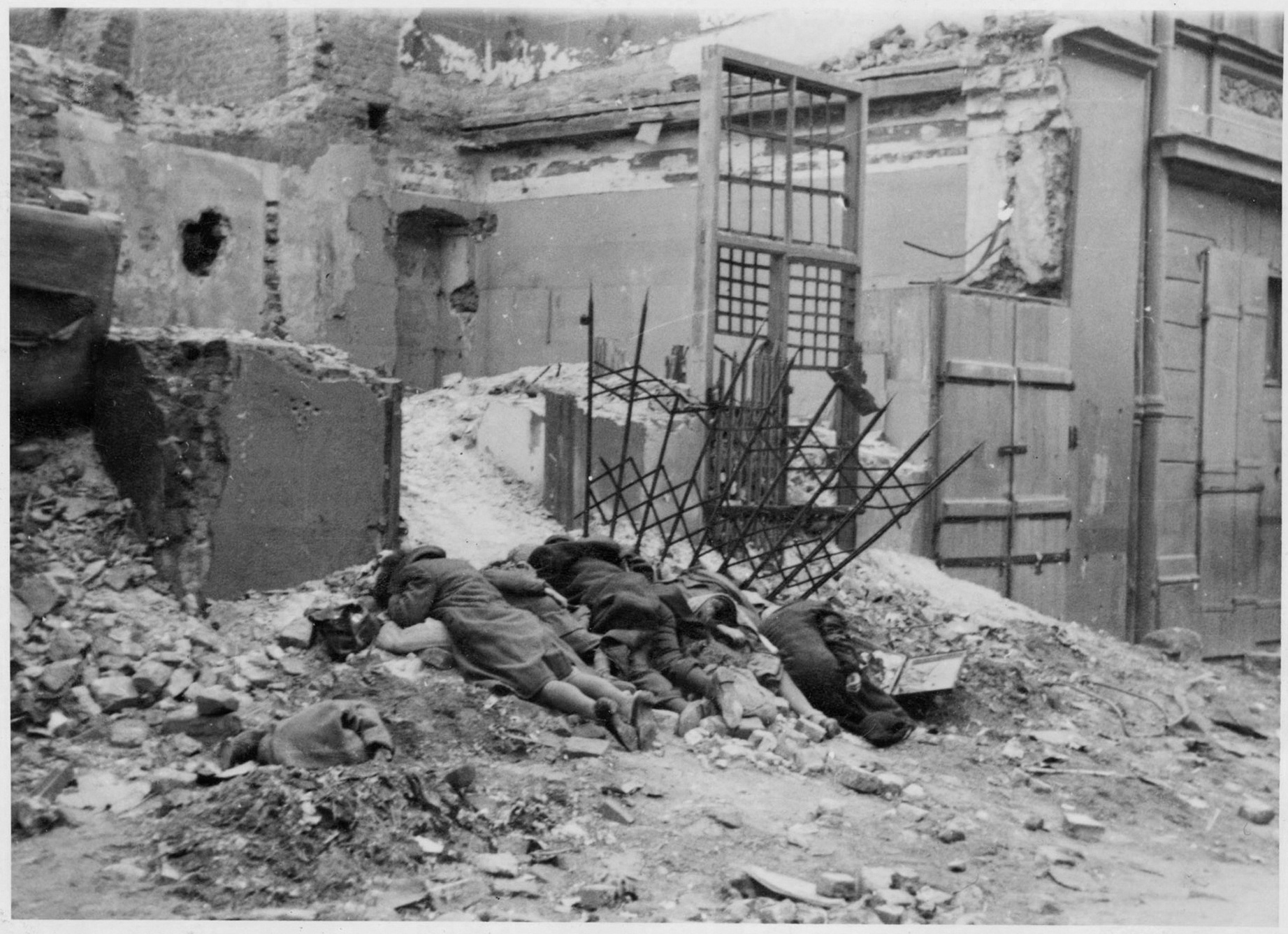
[12] Bandité zničeni v bitvě
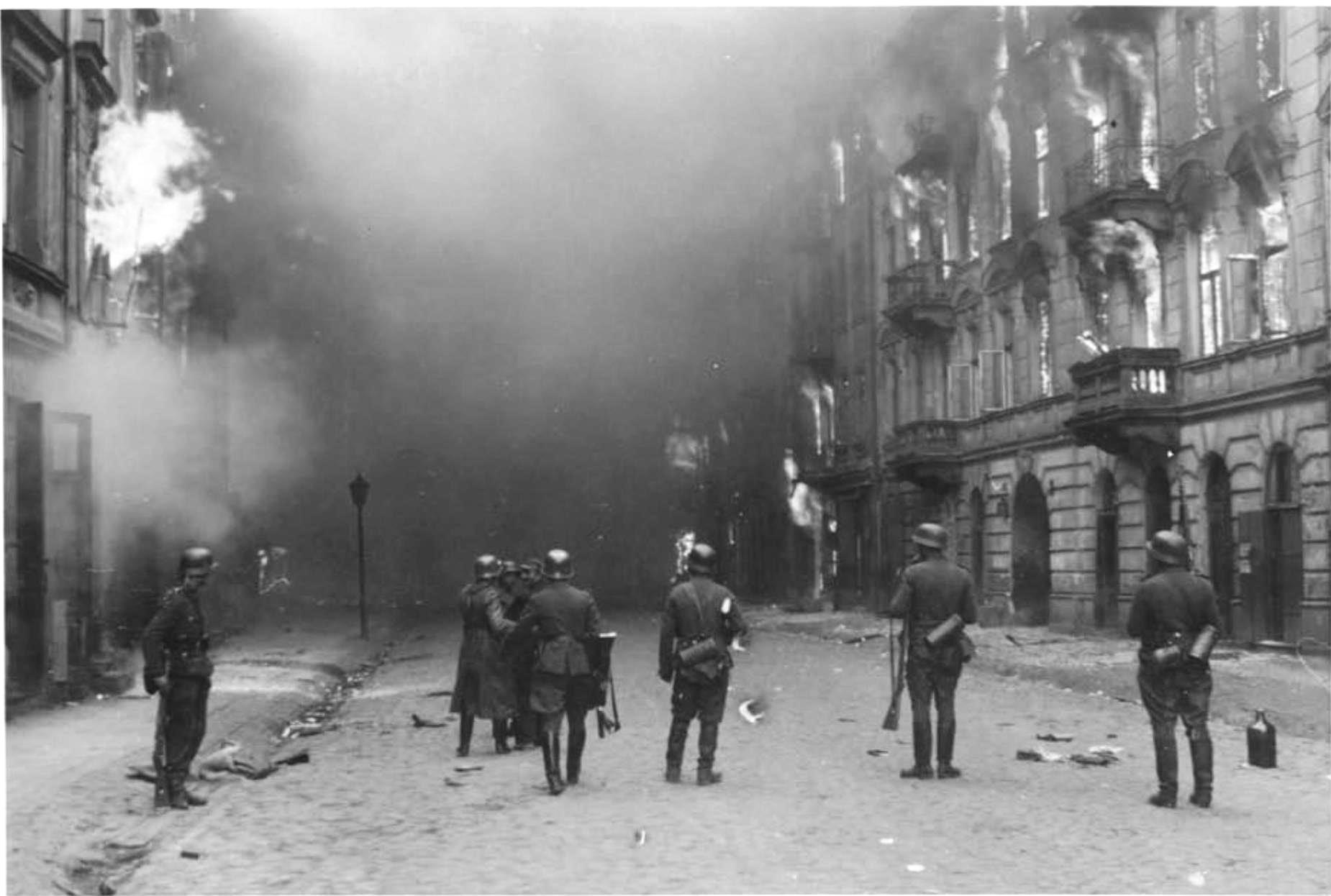
[13] Vykuřování židů a banditů
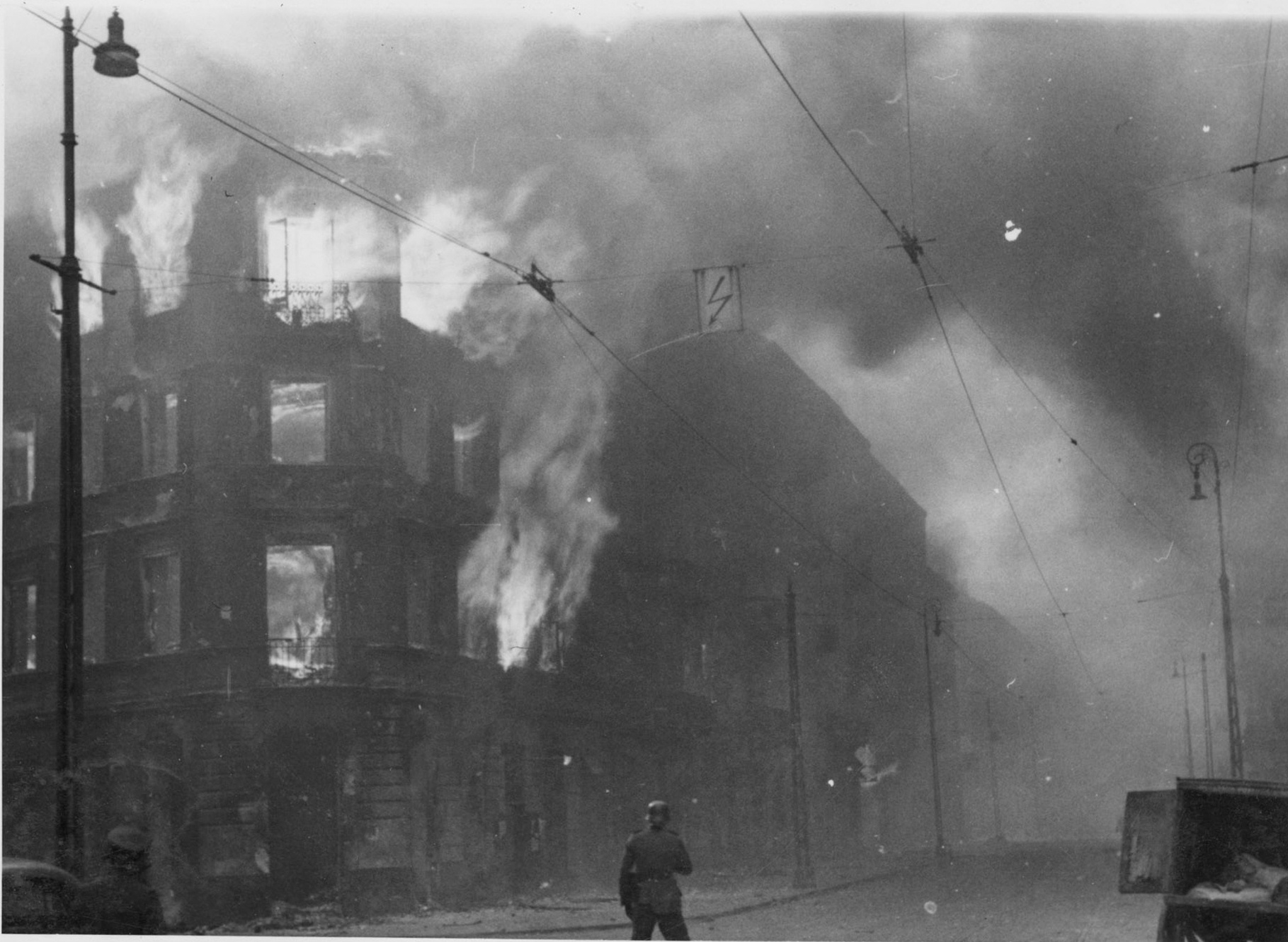
[14] Ničení obytného bloku
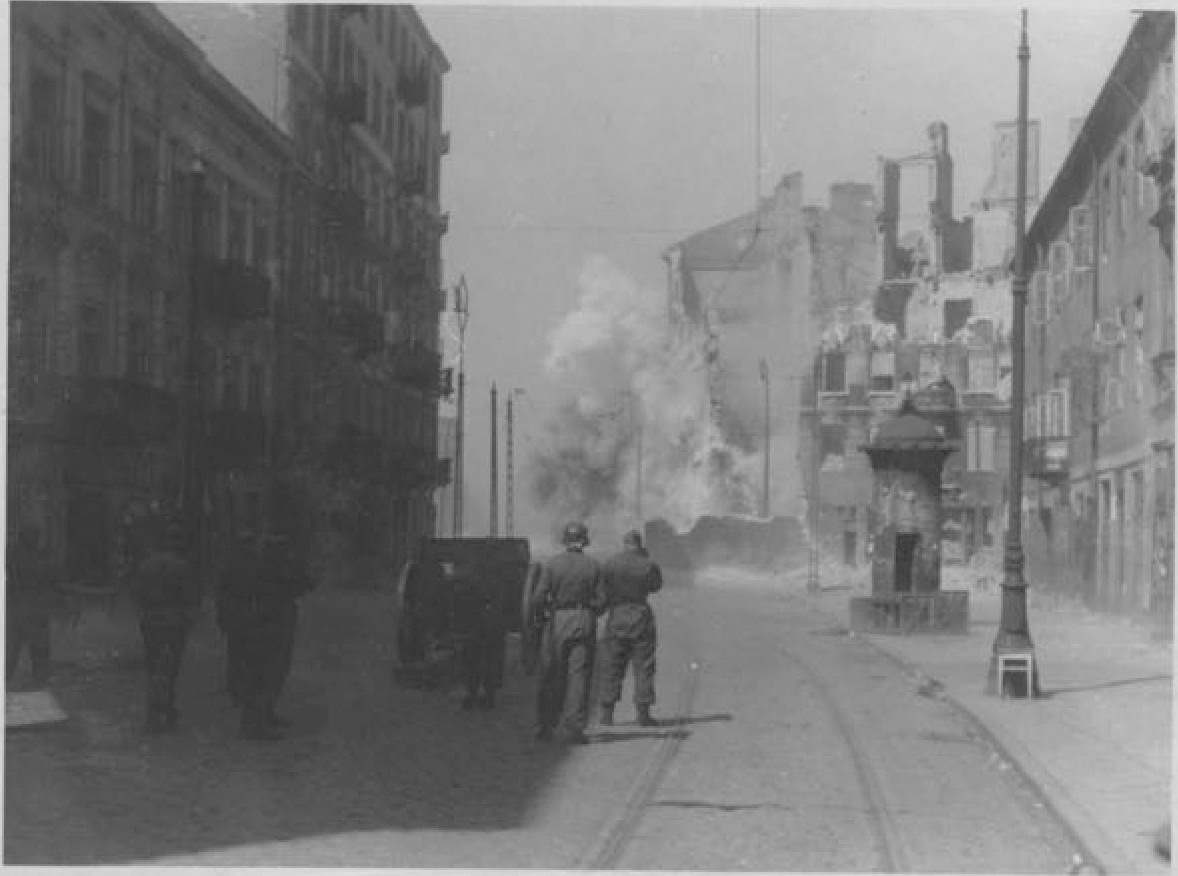
Boj proti nepřátelské kapse
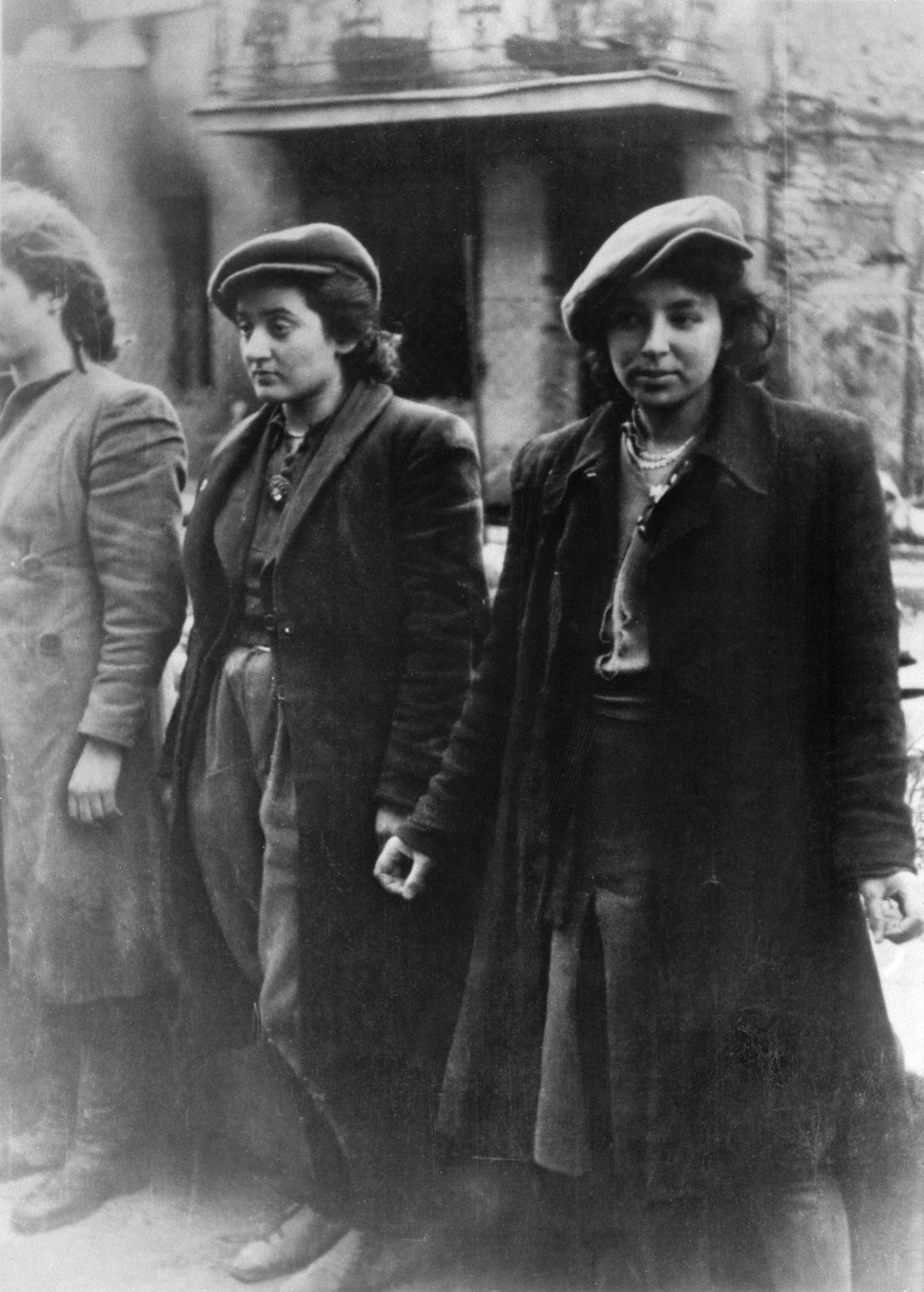
[15] Hehalutz ženy zajaty se zbraněmi
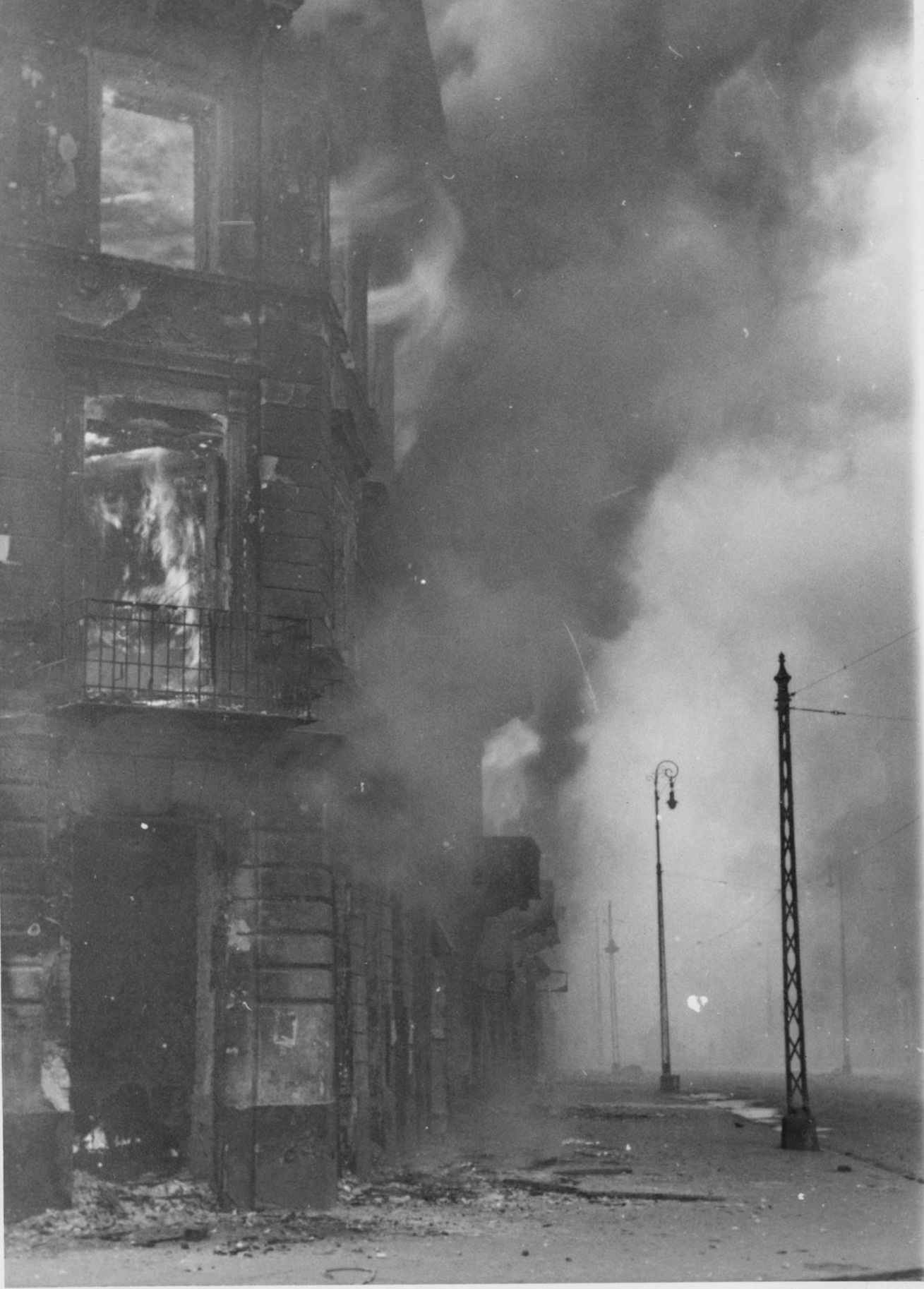
[16] Obytný blok bude zničen
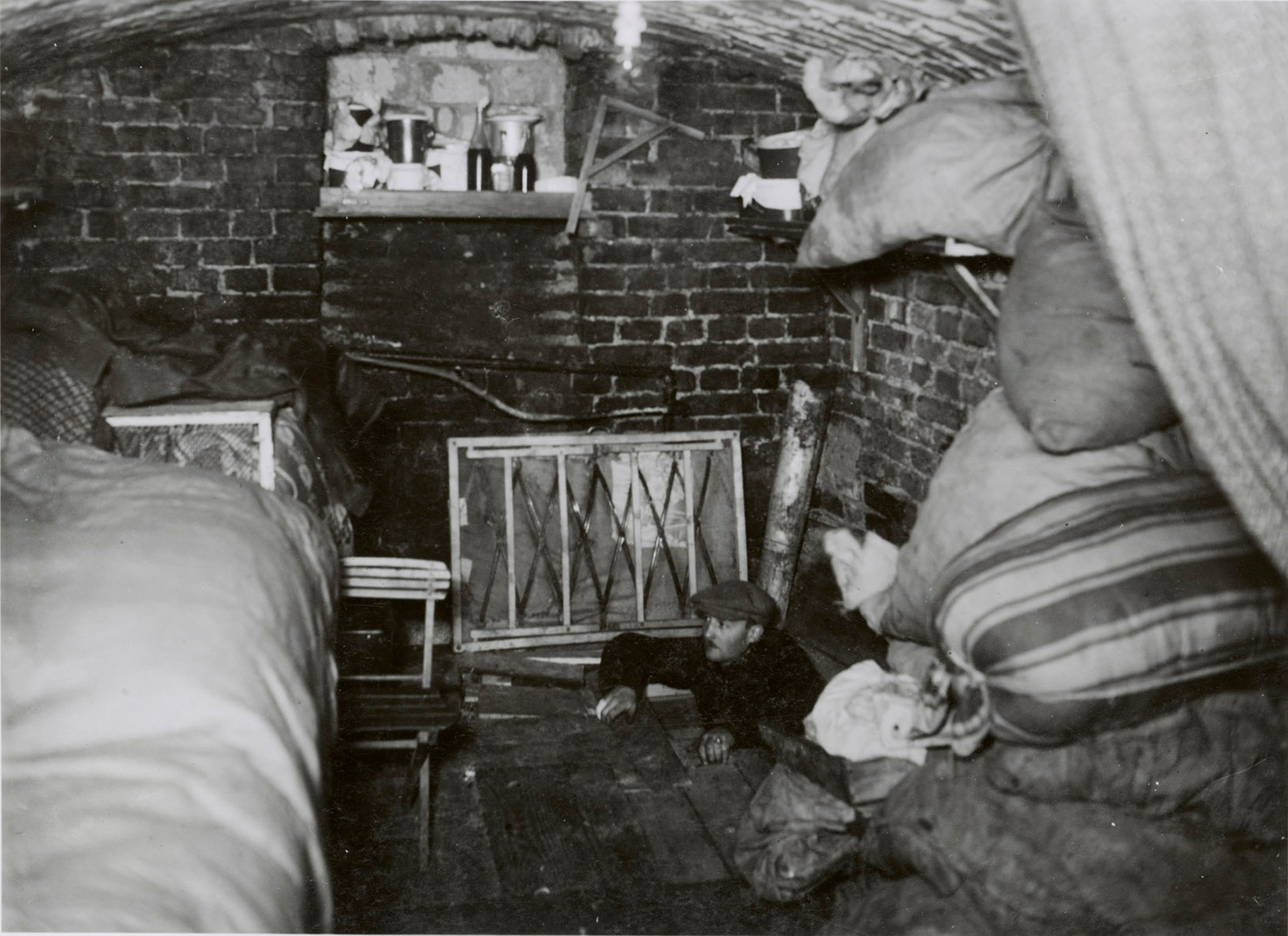
[17] –žádný originální titulek–
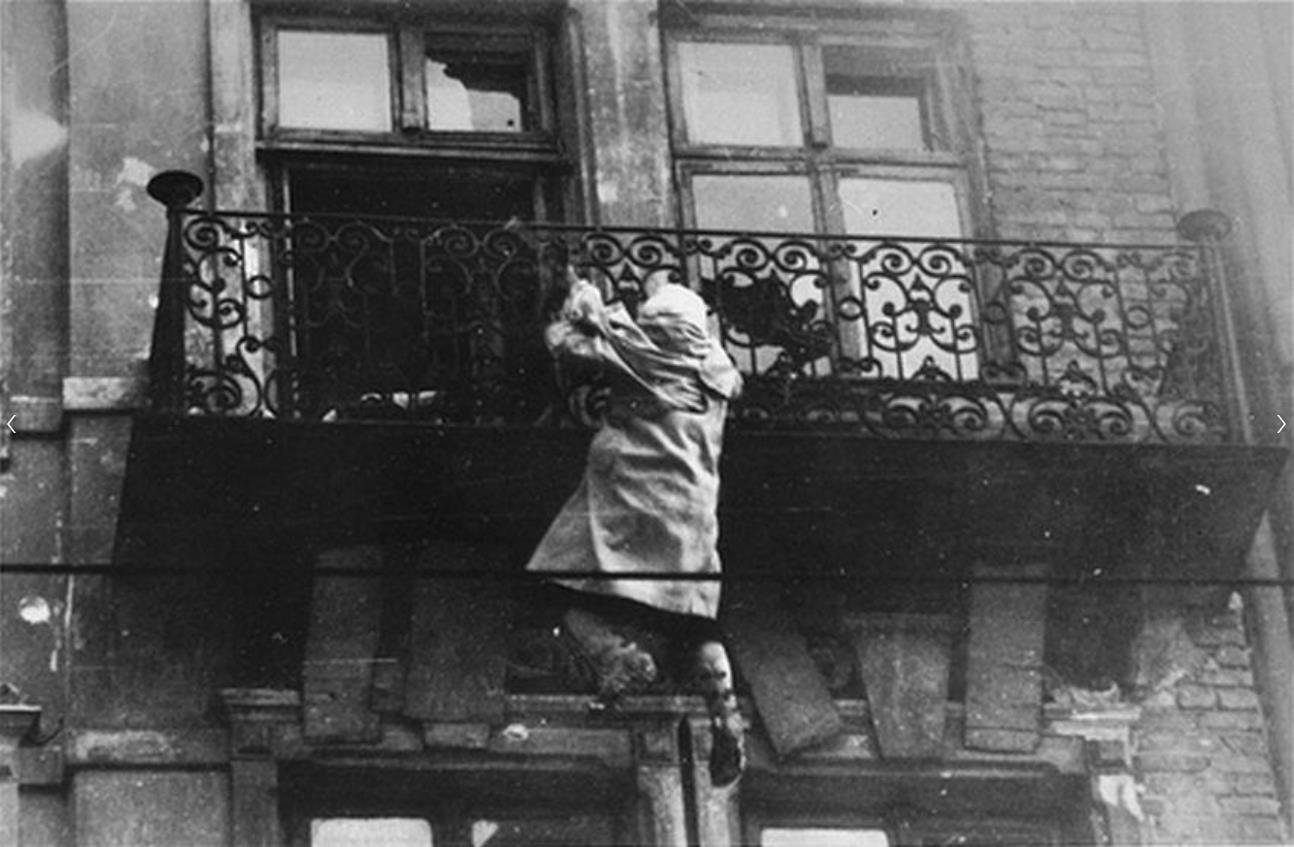
Žena visící z balkónu, připravena skočit na ulici a počkat na SS.
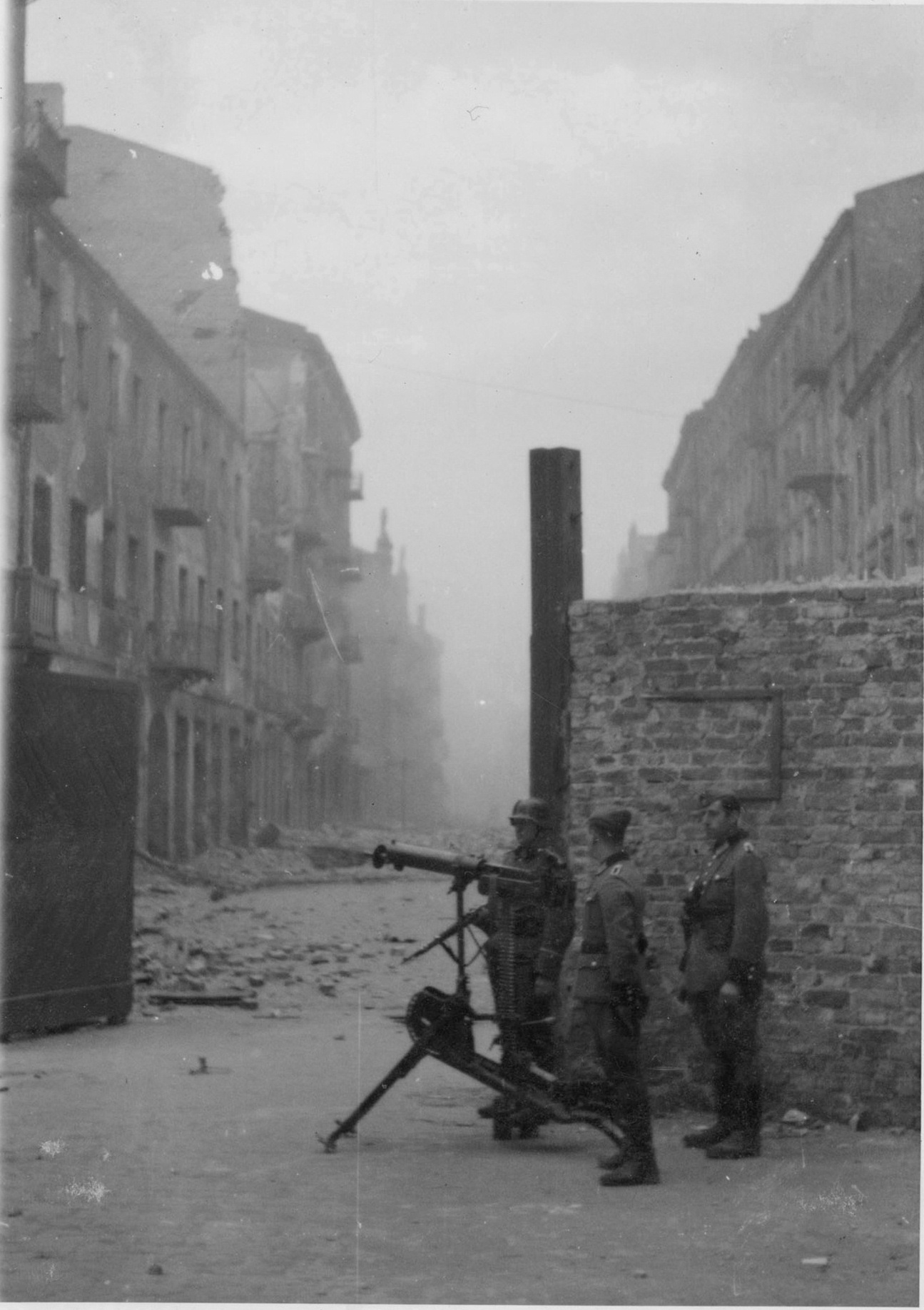
[18] Zabezpečení ulice
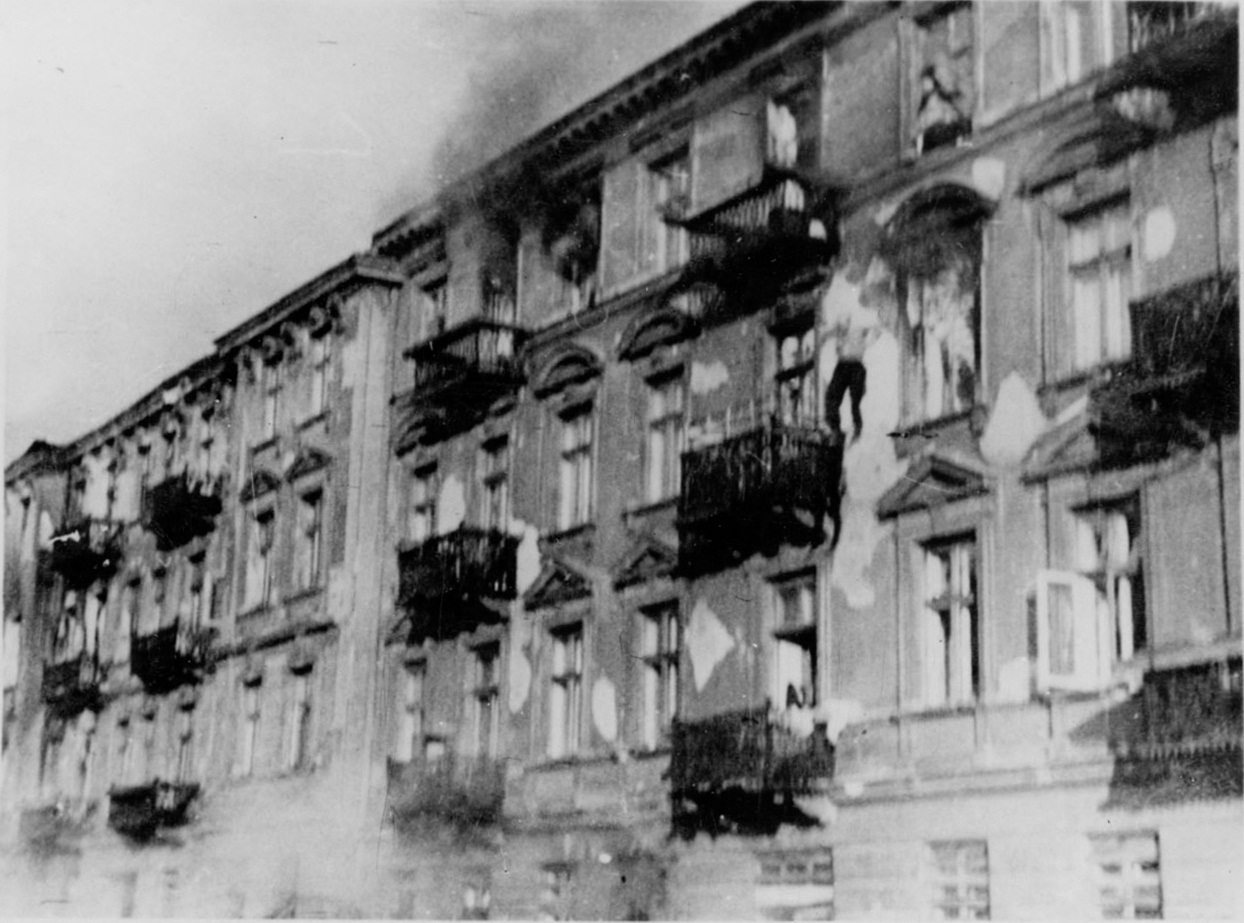
[19] Bandité skákající, aby se unikli zajmutí
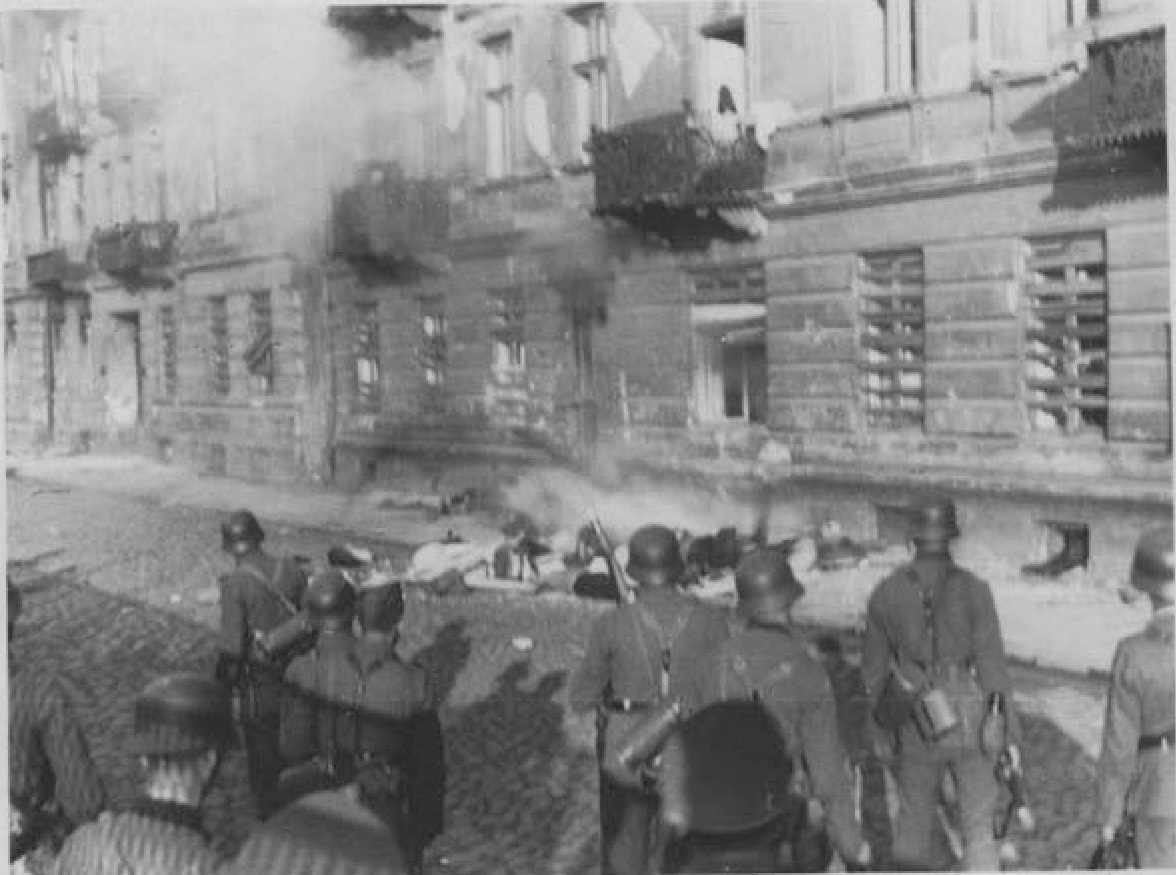
[20]Bandité poté, co skočili
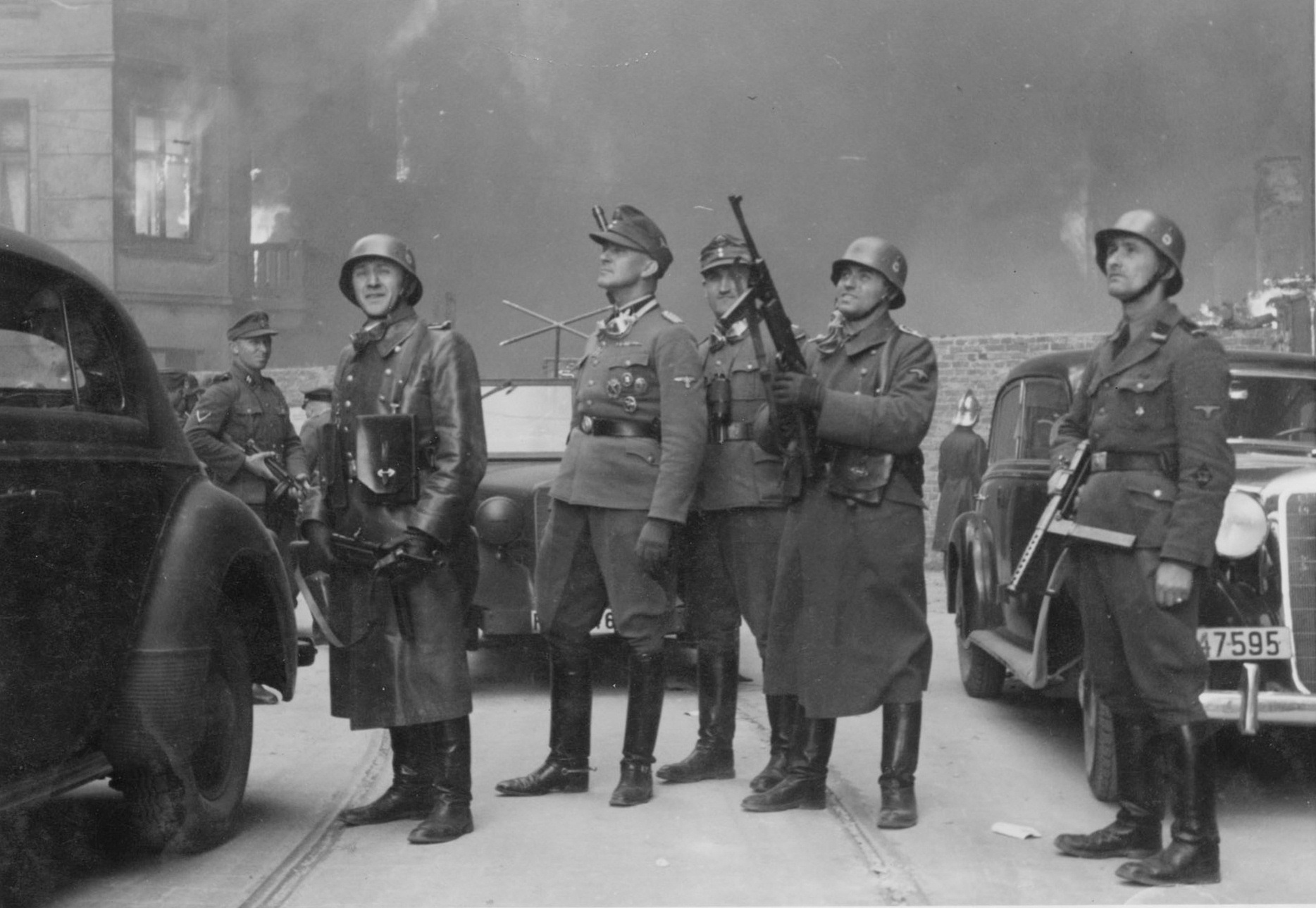
Velitel velké operace
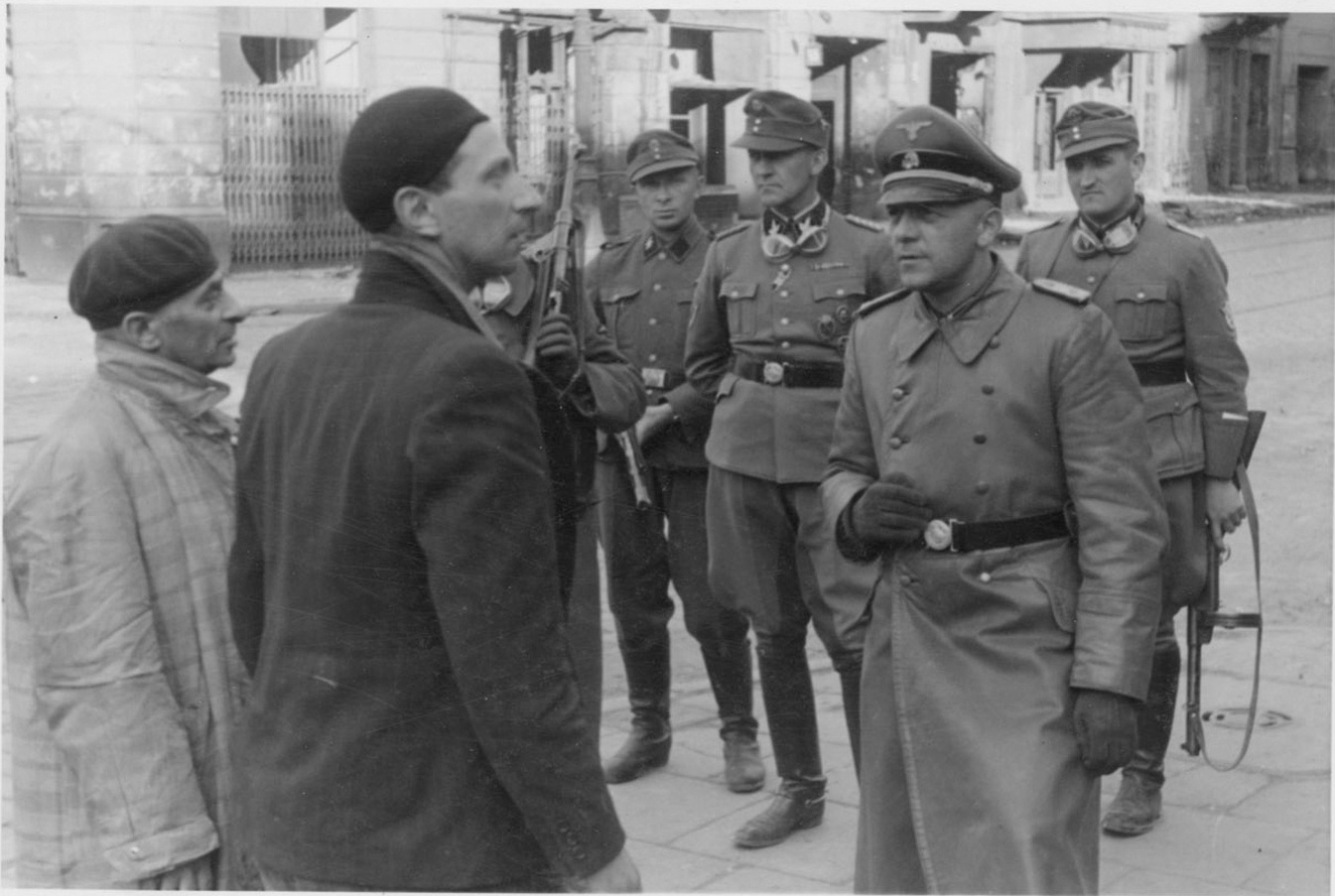
Židovští zrádci
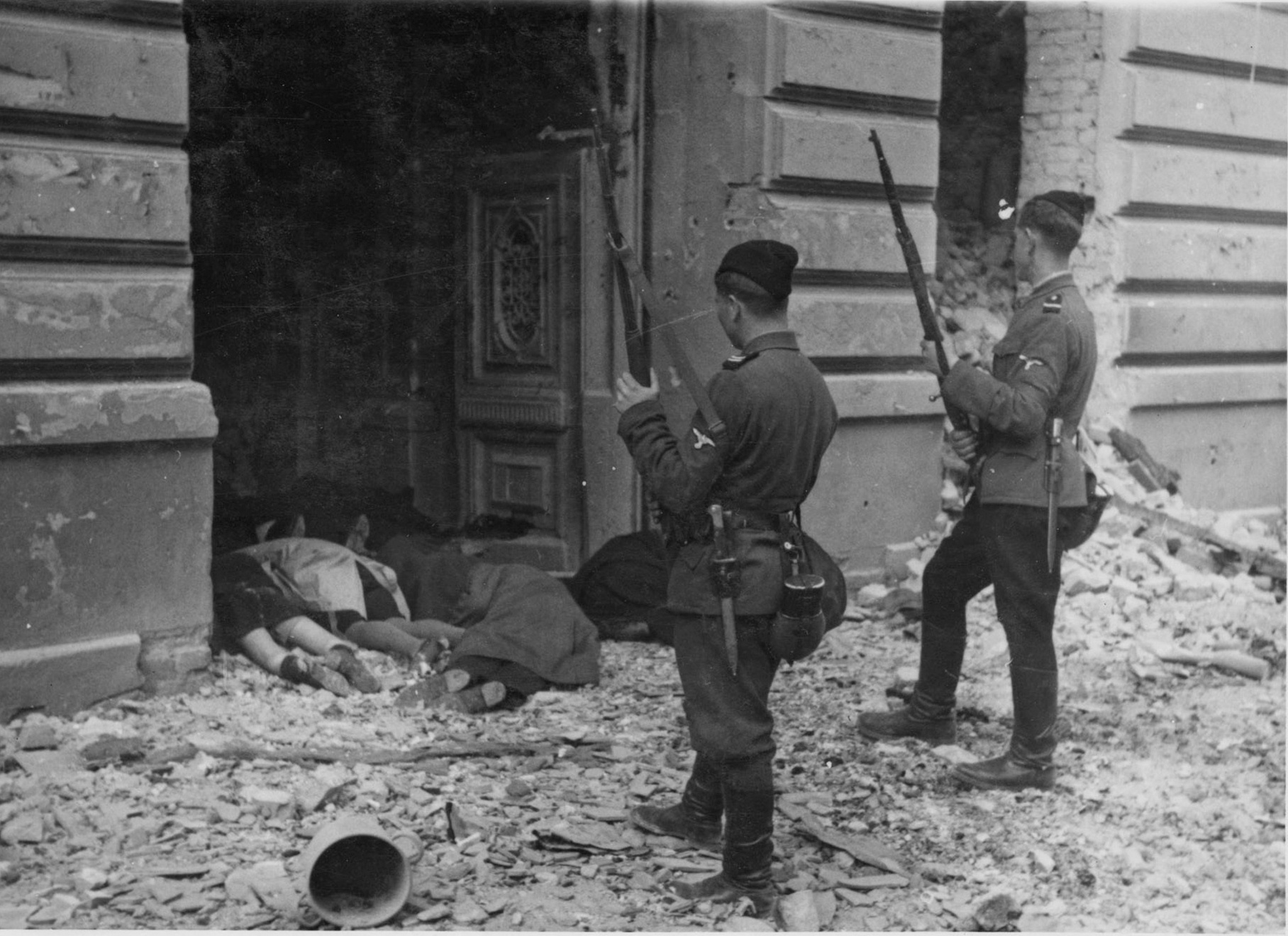
Askarové použití během operace